# Weserflug We 271
Le Weserflug We 271 était un hydravion allemand, utilisé pendant la Seconde Guerre mondiale.

## Conception
Cet hydravion à coque amphibie a été construit en 1938 par le constructeur aéronautique allemand Weser Flugzeugbau GmbH. C'était un avion de transport bimoteur tout en métal, à quatre places, avec une aile en porte-à-faux. Ses roues se rétractaient dans des logements dans son stabilisateur sous les flotteurs des ailes. Le We 271 a volé pour la première fois le 28 juin 1939. La documentation historique sur la Seconde Guerre mondiale est pauvre en informations sur l'emploi opérationnel de ces machines, mis à part le fait qu’elles étaient utilisées par la Luftwaffe comme avion de transport léger de passagers au cours des premières années de la guerre.